# Marinbasen
Marinbasen (MarinB) är en marinbas inom svenska marinen som verkat i olika former sedan 1928. Förbandsledningen är förlagd i Karlskrona garnison i Karlskrona.

## Historik
Marinbasen bildades som ett krigsförband den 1 januari 1928, med namnet Sydkustens marindistrikt. Bakgrunden var avsaknaden av klara befälsförhållanden samt en enhetlig ledning för de svenska kustområdena i krig eller vid krigsfara. Genom försvarsbeslutet 1925 kom territorialvattnet längs den svenska kusten att delas in i marindistrikt, där Sydkustens marindistrikt var ett av sex marindistrikt. Marindistriktet omfattade territorialvattnet, det marina försvarsområdet samt den del som utgjorde landterritorium. Genom försvarsbeslutet 1936 beslutades att de samtliga marindistrikten skulle fredsorganiseras från den 1 juli 1937. Med den nya organisationen kom marindistriktet omfatta stab, personalavdelning, intendenturförvaltning, sjukvårdsförvaltning, kameralkontor, fartygsdepå samt en örlogsdepå.
Den 1 oktober 1957 omorganiserades Sydkustens marindistrikt till Marinkommando Syd, samtidigt blev kustartilleriförsvarscheferna tillika försvarsområdesbefälhavare. Den 1 oktober 1966 infördes en ny regional ledning inom det svenska försvaret, där de marina bevakningsområdena underställdes en militärbefälhavare. Därmed kom bland annat marinkommandona att avvecklas, medan örlogsdepån vid respektive marinkommando bildade en örlogsbas. Marinkommando Syd kom därmed få ändrade lydnadsförhållanden från att tidigare varit direkt underställd chefen för marinen till att bli underställd chefen för Södra militärområdet.
Den 1 juli 1990 genomfördes en större reform inom Marinen, då örlogsbaser sammanslogs med kustartilleriet och bildade marinkommandon. Den nya organisationen på sydkusten innebar att Blekinge kustartilleriförsvar (BK) och Sydkustens örlogsbas (ÖrlB S) bildade Sydkustens marinkommando (MKS).
Inför försvarsbeslutet 2000 föreslog regeringen i sin propositionen för riksdagen, att den taktiska nivån bör reduceras genom att fördelnings- och försvarsområdesstaber samt marinkommandon och flygkommandon skulle avvecklas. Detta för att utforma ett armétaktiskt, marintaktiskt respektive flygtaktiskt kommando vilka skulle samlokaliseras med operationsledningen. Förslaget som antogs av riksdagen innebar att samtliga fördelnings- och försvarsområdesstaber samt marinkommandon och flygkommandon upplöstes och avvecklades. Den 30 juni 2000 upplöstes och avvecklades Sydkustens marinkommando. Från den 1 juli 2000 övergick basverksamheten till Sydkustens marinbas, medan den territoriella och taktisk verksamhet överfördes till Operativa insatsledningen. Den del vid Sydkustens marinkommando som inte överfördes till det nya förbandet övergick till en avvecklingsorganisation. Avvecklingen skulle vara slutförd senast den 31 december 2001. Avvecklingsorganisationen upplöstes i sin tur den 31 december 2000, då avvecklingen av kommandot ansågs slutförd.
Inför försvarsbeslutet 2004 föreslog regeringen, i sin propositionen för riksdagen, att organisationsstrukturen från det förra försvarsbeslutet med två likvärdiga marinbaser inte längre är lämplig. Bakgrund låg i sjöstridsförbandens uppgifter och dess förändringarna i insatsorganisationen, som föreslogs i försvarsbeslutet 2004. Istället hade Försvarsmakten föreslagit för regeringen att det endast behövdes en marinbas, innefattande en huvudbas och en sidobas. Dock ansåg regeringen att en sådan konstruktion skulle kunna leda till oklarheter och en mindre rationell verksamhet. Istället föreslog regeringen att en marinbas skulle kvarstå, vilken skulle svara för att den geografiska viljeinriktningen kunden uppfyllas. Dock skulle det finnas inom ramen att möjliggöra basering på två ytterligare orter. Organisationen vid marinbasen skulle bland annat bestå av varvsresurser för tungt fartygsunderhåll, samt att verksamhetsställen borde innehålla dimensionerande infrastruktur i form av kajer och förtöjningsanordningar. Den 31 december 2004 avvecklades Ostkustens marinbas, från och med 1 januari 2005 övergick verksamheten till en avvecklingsorganisation fram till dess att avvecklingen skulle vara slutförd senast den 30 juni 2006. Från den 1 januari 2005 kvarstod endast marinbasen i Karlskrona, där den geografiska spridningen bland annat bestod av sjöinformationskompanier. Sydkustens marinbas antog därmed namnet Marinbasen. Med försvarsbeslutet 2004 följde även avveckling av fyra militärdistrikt. Militärdistriktens främsta uppgifter var territoriell verksamhet, utbildning av hemvärns- och frivillig personal samt insatser, i första hand inom ramen för stöd till samhället. Genom avvecklingen av militärdistrikten underställdes två utbildningsgrupper, Blekingegruppen och Kalmar- och Kronobergsgruppen, från den 1 januari 2006 Marinbasen.
Den 1 januari 2013 bildades fyra militärregioner, där Södra militärregionen underställdes chefen för Södra skånska regementet, men löd under chefen insatsledningen i Högkvarteret avseende markterritoriell ledning i fred, kris och krig. Cheferna för de två utbildningsgrupperna var dock fortfarande underställd chefen Marinbasen gällande produktionsledning av hemvärnsförbanden samt insatsledning inom utbildningsgruppernas geografiska område. Den 1 januari 2018 delades dock ledningen av Södra skånska regementet och Södra militärregionen, det genom att en separat chefsbefattning för Södra militärregionen tillsattes. Vidare underställdes staben Södra militärregionen i ledningsfrågor direkt chefen insatsledningen i Högkvarteret. I Försvarsmaktens budgetunderlag till regeringen för 2020 föreslogs att de fyra militärregionala staberna från 1 januari 2020 skulle inrättas som egna organisationsenheter. Cheferna för militärregionstaberna föreslogs i sin tur underställas rikshemvärnschefen avseende produktion av utbildningsgrupper och hemvärnsförband. Detta medförde att utbildningsgrupperna överfördes organisatoriskt från ett utbildningsförband till de fyra militärregionala staberna. I regeringens proposition framhöll dock regeringen att den militära regionala indelningen kunde komma att justeras, det beroende på utfallet av utredningen "Ansvar, ledning och samordning inom civilt försvar" (dir. 2018:79). För Marinbasen innebar denna förändring att Blekingegruppen och Kalmar- och Kronobergsgruppen överfördes till Södra militärregionen från och med den 1 januari 2020. Våren 2021 övertog Marinbasen förvaltningsansvaret för hamnen i Härnösand, efter att det tidigare legat på Norrbottens regemente.

## Verksamhet
Marinbasens huvuduppgift är att stödja de andra marina förbanden i Försvarsmakten. Huvudsätet är i Karlskrona, men verksamhet finns även på Muskö utanför Stockholm och i Göteborg, med föera platser. Till uppgifterna hör att övervaka och skydda Sveriges kustremsa från yttre intrång. I förbandet ingår även Marinens Radio som arbetar med operativ sambandsledning nationellt och internationellt för marina och vissa försvarsmaktsgemensamma radiosystem. De är dessutom Försvarsmaktens kommunikationscentral för Rakel.
Marinbasens uppgifter är bland annat att:

- Övervaka det svenska sjöterritoriet
- Utbilda värnpliktiga åt sjöförbanden
- Stödja de marina förbanden med teknisk tjänst
- Utbilda hemvärns- och övrig frivilligpersonal
- Utveckla den marina infrastrukturen

## Ingående enheter

### Basskyddskompaniet
Basskyddskompaniet är ett marint säkerhetsförband som ansvarar för skydd och bevakning av marina stridskrafter i och utanför marinens örlogsbaser. Kompaniets plutoner har olika huvuduppgifter, från eskort till underrättelseinhämtning. Basskydd bedriver huvudsakligen fast och rörlig spaning (stridsspaning och observationsplats) som medel för att lösa sina uppgifter. Uppgifterna kan vara av tillfällig natur längs den svenska kusten eller i utländska hamnar. Kompaniet verkar normalt i och kring örlogsbasen i Karlskrona.

### Ekipagekompaniet
Ekipagekompaniet har sina anor och rötter från 1682, då ett ekipageförband bildades som stöd till Karlskrona örlogsvarv. Kompaniet stödja övriga marina förband med ekipagetjänst under övning och insats. Kompaniet är baserade med två sjötransportplutoner i Karlskrona och Haninge, samt personal i Göteborg. Ekipagekompaniet har även som uppgift att upprätthålla funktionen hamnkapten vid Försvarsmaktens örlogshamnar, Berga, Göteborg, Karlskrona, Muskö och Skredsvik.

### Logistikkompaniet
Logistikkompaniet består av kompaniledning, sambandspluton, logistikledningspluton, två logistikstödsplutoner,en plutonsenhet som ansvarar för signaturmätning och vapenkontroller. Logistikkompaniet verkar i Karlskrona och Berga, men kan även verka från tillfälliga bastjänstområden för att ge logistikstöd till marina förband.

### Sjöinformationsbataljonen
Sjöinformationsbataljonen är en enhet som stödjer Marintaktiska staben med framförallt sjölägesinformation. Åren 2005–2009 omfattade förbandet en bataljon och hade sjöinformationskompanier i Göteborg, Härnösand, Malmö, Muskö, Karlskrona, Visby. Sedan 2010 består av en av stab, två sjöinformationskompanier i Muskö respektive Göteborg, en undervattenspaningscentral och Marinens radio. Sjöinformationscentralerna i Göteborg och Muskö, har till uppgift att övervaka det svenska sjöterritoriet samt att underlätta ledningen av sjöstridskrafterna.Med hjälp av bland annat radar, bevakningsbåtar och Frivilliga Flygkåren identifieras fartyg och byggs en normalbild upp av sjötrafiken. Marinens radio utför sambandsledning från Karlskrona och Stockholmsområdet.

## Tidigare ingående enheter

### 13.helikopterdivisionen
13. helikopterdivisionen (13. hkpdiv) även känd som Yngve Gul var en helikopterdivision inom svenska marinen som verkade i olika former åren 1987–1997. Åren 1988–1990 ingick helikopterdivision i Sydkustens örlogsbas.

### Södra marinkommandounderhållsbataljonen
Södra marinkommandounderhållsbataljonen (MKuhbatS) bildades den 30 juni 1994 genom att tekniska förvaltningen sammanslogs med intendenturförvaltningen. Bataljonen upplöstes och avvecklades den 30 juni 2000.

### Öresunds marindistrikt
Öresunds marindistrikt (MDÖ) var ett sjöbevakningsförband inom svenska marinen som verkade i olika former åren 1928–2000. År 1951 ombildades Öresunds marindistrikt till marint bevakningsområde. Åren 1951–1966 ingick bevakningsområdet i Sydkustens marindistrikt, åren 1966–1983 i Sydkustens örlogsbas. Åren 1983–1997 militärbefälhavaren för Södra militärområdet (Milo S). Åren 1998–2000 ingick förbandet Västkustens marinkommando.

### Utbildningsgrupper

#### Blekingegruppen
Blekingegruppen (BLG) bildades den 1 juli 2000 i samband med försvarsbeslutet 2000. Genom försvarsbeslutet 2004 blev gruppen från den 1 januari 2006 en del av Marinbasen. Gruppen utbildar, organiserar och administrerar hemvärnet i Blekinge län. Den 1 januari 2020 överfördes gruppen organisatoriskt till Södra militärregionen.

#### Kalmar- och Kronobergsgruppen
Kalmar- och Kronobergsgruppen (KRAG) bildades den 1 januari 1998 i samband med försvarsbeslutet 1996. Gruppen har sitt arv och sina traditioner från Kronobergs regemente (I 11) och Kalmar regemente (Fo 18). Genom försvarsbeslutet 2004 uppgick Kalmargruppen i gruppen. Från den 1 januari 2006 blev Kalmar- och Kronobergsgruppen en del av Marinbasen. Gruppen utbildar, organiserar och administrerar hemvärnet i Kalmar län och Kronobergs län. Den 1 januari 2020 överfördes gruppen organisatoriskt till Södra militärregionen.

## Förläggningar och övningsplatser
Marinbasen är förlagd till Skeppsgossekasernen i Karlskrona garnison. Utöver örlogshamnen i Karlskrona, har Marinbasen även detachement i Göteborg, Haninge, Malmö, Skredsvik, Visby. Marinbasen har även förvaltningsansvar för övnings- och skjutfälten i Blekinge län, Kronobergs län, samt i Göteborgs skärgård, vilka omfattar Blekinge övnings- och skjutfält, Marinbasens övningsfält och Kosta övnings- och skjutfält. Åren 2006–2021 hade man även förvaltningsansvar för Göteborgs skärgårdsskjutfält, men vilket övertogs hösten 2021 av Älvsborgs amfibieregemente.

## Heraldik och traditioner
År 1966 antogs "Chefsmarsch" (Widqvist) som förbandsmarsch, vilken övertogs från Karlskrona örlogsstation. Förbandsmarschen fastställdes för Sydkustens örlogsbas 1976, för Sydkustens marinkommando den 30 juni 1994 och för Sydkustens marinbas den 27 november 2002. Marschen övertogs 2005 av Marinbasen. År 2007 instiftades Marinbasens förtjänstmedalj i guld och silver (MarinBGM/SM). Före 2001 benämndes medaljen Södra marinkommandots förtjänstmedalj (MKSGM/SM), åren 2001–2006 Sydkustens marinbas förtjänstmedalj (MarinbSGM/SM).

## Förbandschefer
- 1928–1933: Konteramiral Charles de Champs
- 1933–1936: Konteramiral Claës Lindsström
- 1936–1938: Konteramiral Gunnar Bjurner
- 1938–1942: Konteramiral Hans Simonsson
- 1942–1950: Konteramiral Gösta Ehrensvärd
- 1950–1958: Konteramiral Erik Samuelsson
- 1958–1961: Konteramiral Sigurd Lagerman
- 1961–1966: Konteramiral Bertil Berthelsson
- 1963–1966: Konteramiral Stig Bergelin (tillförordnad)[21]
- 1966–1974: Kommendör 1. Hans Gottfridsson
- 1974–1980: Kommendör 1. Lennart Ahrén
- 1980–1983: Kommendör 1. Lennart Forsman
- 1983–1987: Kommendör 1. Lennart Jedeur-Palmgren
- 1987–1990: Kommendör 1. Sten Swedlund
- 1990–1994: Överste 1. Stefan Furenius
- 1994–1997: Kommendör 1. Thomas Lundvall
- 1997–2000: Överste 1. Bo Wranker
- 2000–2003: Kommendör Bengt Jarvid
- 2003–2004: Kommendör Kenneth Olsson
- 2005–2005: Flottiljamiral Anders Grenstad
- 2005–2007: Kommendör Lennart Månsson
- 2007–2009: Överste Ola Truedsson
- 2009–2011: Kommendör Jan Thörnqvist
- 2011–2014: Kommendör Håkan Magnusson
- 2014–2019: Kommendör Erik Andersson[d]
- 2019–2022: Kommendör Håkan Nilsson[e]
- 2022–20xx: Kommendör Fredrik Edwardson[f]

## Namn, beteckning och förläggningsort
| Sydkustens marindistrikt | 1928-01-01 | – | 1957-09-30 |
| Marinkommando Syd        | 1957-10-01 | – | 1966-09-30 |
| Sydkustens örlogsbas     | 1966-10-01 | – | 1990-06-30 |
| Sydkustens marinkommando | 1990-07-01 | – | 2000-06-30 |
| Sydkustens marinbas      | 2000-07-01 | – | 2004-12-31 |
| Marinbasen               | 2005-01-01 | – |            |

| MDS      | 1928-01-01 | – | 1957-09-30 |
| MKS      | 1957-10-01 | – | 1966-09-30 |
| ÖrlB S   | 1966-10-01 | – | 1990-06-30 |
| MKS      | 1990-07-01 | – | 2000-06-30 |
| MarinB S | 2000-07-01 | – | 2004-12-31 |
| MarinB   | 2005-01-01 | – |            |

| Karlskrona garnison (F)             | 1928-01-01 | – |            |
| Blekinge övnings- och skjutfält (Ö) | 1928-01-01 | – |            |
| Göteborgs skärgårdsskjutfält (Ö)    | 2005-01-01 | – | 2021-09-20 |
| Kosta övnings- och skjutfält (Ö)    | 2000-07-01 | – |            |
| Marinbasens övningsfält (Ö)         | 1928-01-01 | – |            |